# Solidaritude
Albums de Robert Charlebois
Charlebois (Fu Man Chu)
(1972) Charlebois (Je rêve à Rio)
(1973)
Solidaritude est le neuvième album de Robert Charlebois, sorti en 1973.

## Titres
| 1.    | Cauchemar                         | Michel Choquette  | Michel Choquette  | 3:13 |
| 2.    | Le Révolté                        | Réjean Ducharme   | Robert Charlebois | 4:07 |
| 3.    | Entr' deux joints                 | Pierre Bourgault  | Robert Charlebois | 2:45 |
| 4.    | Witchi Tai To                     | Jim Pepper        | Jim Pepper        | 3:53 |
| 5.    | Cajun stripper (Folklore acadien) |                   |                   | 5:30 |
| 6.    | Alchimie                          | Claude Gagnon     | Robert Charlebois | 2:00 |
| 7.    | Insomnie                          | Réjean Ducharme   | Robert Charlebois | 3:50 |
| 8.    | Adieu alouette                    | Robert Charlebois | Robert Charlebois | 2:53 |
| 9.    | Vivre en ce pays                  | Pierre Calvé      | Pierre Calvé      | 3:18 |
| 10.   | Avril sur Mars                    | Robert Charlebois | Robert Charlebois | 4:33 |
| 11.   | Le Piano noir                     | Daniel Thibon     | Robert Charlebois | 3:30 |
| 39:53 |                                   |                   |                   |      |

## Fiche technique
- Robert Charlebois – piano, guitare classique, chant
- Michel Séguin – percussions, congas, bongos, djembé, taman, tabouka, frottoir timbalis
- Christian Saint-Roch – batterie
- Bill Gagnon – guitare basse
- Michel Robidoux – requinto, guitare électrique, guitare acoustique, guitare 12 cordes
- Marcel Beauchamp – Lead guitar, piano électrique, Eminent 310
- Nick Blagona –  ingénieur de son, production technique
- Ronald Labelle – conception graphique, photographie